# Ясеновка (Саратовская область)
Ясеновка — посёлок в Энгельсском муниципальном районе Саратовской области России. Входит в состав Красноярского муниципального образования.

## География
Посёлок находится в центральной части района, на расстоянии 27 км к востоку от города Энгельс, административного центра района.

### Часовой пояс
Посёлок Ясеновка, как и вся Саратовская область, находится в часовой зоне МСК+1. Смещение применяемого времени относительно UTC составляет +4:00.

## История
В 1984 года указом Президиума Верховного Совета РСФСР посёлок 4-е отделение совхоза «Осиновский» переименован в Ясеновку.

## Население
| Годы      | 1987  | 2002 |
| --------- | ----- | ---- |
| Население | ≈ 180 | 14   |

| 2010 | 2015 |
| ---- | ---- |
| 8    | ↗11  |

## Улицы
В посёлке имеется одна улица — 1-я.

## Экономика
Основа экономики — сельское хозяйство. Действовало отделение совхоза «Осиновский».

## Транспорт
Ближайшая железнодорожная станция Безымянная Приволжской железной дороги находится на расстоянии 10 км от посёлка.